# Tállyai Dániel
Tállyai Dániel (Lőcse, 1760. január 4. – Pozsony, 1816. április 25.) lapszerkesztő, a Pressburger Zeitung és a pozsonyi Magyar Hírmondó szerkesztője.

## Pályája
Lőcsén a gimnáziumban, majd a debreceni református kollégiumban és a pozsonyi gimnáziumban tanult. Tanulmányainak befejeztével a Pressburger Zeitungot szerkesztette. Később megyei hivatalnok volt Pozsony vármegye szolgálatában, 1790-től Pozsony város tisztviselője, 1815-től városi tanácsos.
Szerkesztette a pozsonyi első szlovák lapot, a Presspurské Novinyt, mely három évig állt fenn (1784–1786). A Magyar Hírmondó szerkesztőségében Szacsvay Sándor mellett két évig dolgozott, vele együtt vált meg 1786-ban Patzkó Ferenc Ágoston nyomdász-kiadó lapjától. A nyomdász haragudott rájuk lapalapító terveikért, Tállyai Dánielt hálátlansággal vádolta.
Tállyai az engedély megvárása nélkül Pozsonyban Magyar Kurír címmel lapot indított, ezért nyomdászát, Weber Simon Pétert a pozsonyi tanács bebörtönözte. Tállyai magyar nemes volt, ezért bántatlan maradt, de az engedélyt nem kapta meg a kancelláriától. 1787-ben egy ideig ő szerkesztette a Magyar Hirmondót, ezt még abban az évben Ungi Pál vette át tőle. Tállyai ezután is megmaradt segédszerkesztőnek, egészen a lap 1788. október 8-ai megszűnéséig.